# Josef Ondík
Josef Ondík (* 20. ledna 1955) je bývalý český hokejový útočník. Působil jako prezident AC ZPS Zlín. Působí jako jednatel firmy Arles, s.r.o., Fryšták.

## Hokejová kariéra
V československé lize hrál za TJ Gottwaldov. Odehrál 1 ligovou sezónu, nastoupil ve 28 ligových utkáních a dal 1 gól. Byl členem československé reprezentace na Mistrovství světa juniorů v ledním hokeji 1975.

## Klubové statistiky
| Sezona    | Klub          | Soutěž  | Základní část | Základní část | Základní část | Základní část | Základní část |
| Sezona    | Klub          | Soutěž  | Z             | G             | A             | B             | TM            |
| --------- | ------------- | ------- | ------------- | ------------- | ------------- | ------------- | ------------- |
| 1973/1974 | TJ Gottwaldov | 2. liga | -             | -             | -             | -             | -             |
| 1974/1975 | TJ Gottwaldov | 1. liga | 28            | 1             | 0             | 1             | -             |